# Virgo parthenon
Virgo parthenon är en fjärilsart som beskrevs av Felix Bryk 1948. Virgo parthenon ingår i släktet Virgo och familjen nattflyn. Inga underarter finns listade i Catalogue of Life.